# Outsourcing de TI
O outsourcing de TI, que vem se tornando uma tendência no mercado atual, é o termo referente à prática de negócio onde há a terceirização dos serviços relacionados à Tecnologia da Informação (TI). A terceirização relativa à área tecnológica consiste no processo de externalização da gestão e controle de processos, além de serviços oferecidos por uma empresa privada ou governamental. Muitas empresas vem adotando tal estratégia pelo ótimo custo-benefício, para otimização e agilização de processos dentro da companhia, aumentar a qualidade dos serviços oferecidos e redução de gastos para manutenção de uma grande equipe para gerenciar todo esse escopo tecnológico. Embora sejam parecidos e confundidos, o outsourcing  e a terceirização tem algumas diferenças. Na terceirização, os serviços desempenhados pela empresa contratada são de menor complexidade, como fornecimento de comida, limpeza e manutenções em geral, que a própria empresa contratante que poderia realizar, mas não o faz pela praticidade e pelo custo. Já no Outsourcing, as operações requisitadas são tarefas mais especializadas e requerem uma qualificação maior da prestadora do serviço. 
Segundo dados do Statista, o outsourcing de TI, em escala mundial, movimentou cerca de US$ 85,6 bilhões no ano de 2018.  Ainda em 2018, o OTI gerou US$ 62 bilhões em receita para as empresas, além de gerar US$ 23.6 bilhões na área de BPO (Business Process Outsourcing).

## Modelos de Outsourcing de TI
1. Desktop as a Service (DTaaS)
2. Hardware as a Service (HaaS)
3. PC as a Service (PCaaS)
4. Device as a Service (DaaS)
5. Workplace as a Service (WaaS)
6. Software as a Service (Saas)

Desktop as a Service (Desktop como serviço, DTaaS): Esse tipo de modelo de outsourcing se dá pelo oferecimento de desktops virtuais hospedados por meio da computação em nuvem. Esse serviço não tem foco em fornecimento de equipamentos, e sim, em prover máquinas virtuais com softwares e ambientes seguros para sua utilização e que supram todas as necessidades de quem contrata esse tipo de solução. Além disso, o DTaaS garante uma ótima flexibilização, já que os dados estarão disponíveis  
Hardware as a Service (Hardware como serviço, HaaS): Neste modelo, o foco é em fornecer equipamentos de TI relativos a necessidade da empresa contratante sem que hajam custos muito elevados. O contratante requisita esse tipo de serviço para ter suporte técnico, instalação e configuração de equipamentos e manutenção firmando um contrato com a empresa fornecedora. 
PC as a Service (PC como serviço, PCaaS): Esse solução é para empresas que estão buscando a obtenção de notebooks, tablets,  desktops e equipamentos de últimas geração com softwares atualizados já prontos para uso. Da instalação à manutenção, empresa contratada passará a lidar com todo o processo relacionado à TI da sua empresa contratante. Esse método pode facilitar quem deseja contar com tecnologia de ponta sem fazer investimentos altíssimos. 
Device as a Service (Dispositivo como serviço, DaaS): O Device as a Service apresenta uma solução para quem deseja contar com hardwares e softwares completos para a execução da atividade em questão. A terceirização da gestão e suporte técnico ajudam a prover um direcionamento maior com o seu core business.  O modelo tem como característica pelos dados serem armazenados em um servidor central que ajuda as empresas a garantir custos competitivos. 
Workplace as a Service (Local de trabalho como serviço, WaaS): No WaaS, as empresas contratantes querem proporcionar um ambiente de trabalho satisfatório para seus empregados. Por tanto, contratam uma empresa para que possa prover acesso a todas as ferramentas necessárias para o desenvolvimento de um projeto, colaboração mútua entre equipes e  interação em os colegas de trabalho. 
Software as a Service (Software com serviço, SaaS): Se uma empresa deseja ter a acesso a um pacote de programas mais completo, então, a mesma efetua a assinatura para poder fazer a utilização dos softwares em questão. A utilização desses serviços pode ser feita de forma online ou com a instalação do pacote de serviços em alguma máquina. O office 365 é um exemplo desse tipo de prática. 

## Tipos de Outsourcing
O Outsourcing têm três tipos diferentes: Offshore Outsourcing, Nearshore Outsourcing e Onshore Outsourcing. 
Offshore Outsourcing: Esse tipo de outsourcing se define pela migração de um serviço para que seja realizado em outro país onde a mão de obra é mais barata. Tarefas como: desenvolvimento de aplicações, suporte e manutenção são enviados para serem gerenciados por terceiros. Alguns problemas dessa prática são: as diferenças entre os fusos horários dos envolvidos e barreiras linguísticas e culturais. Bem requisitada nesse meio, a Índia se destaca pela qualidade dos serviços de TI prestados e por grande parte da população possuir fluência em inglês.
Nearshore Outsourcing: Como o próprio nome já diz, o Nearshore é alocação de algum tipo de tarefa para ser realizada em algum país vizinho ou alguma região próxima. Esse método garante maior praticidade, já que os serviços serão feitos em um local com cultura, idioma e fuso horários parecidos com os do país que abriga a empresa contratante. Um exemplo disso é que na década de 1990, o Canadá passou a realizar diversos serviços requisitados por empresas dos Estados Unidos.
Onshore Outsourcing: O Onshore Outsourcing é o tipo de externalização de algum serviço com a menor probabilidade de ocorrer os problemas citados anteriormente (Idioma,  cultura e fuso horário). Isso se dá pelo fato de que as tarefas que serão terceirizadas vão ser executadas por empresas do mesmo país, estado ou. até mesmo, cidade da empresa que está contratando. Esse prática oferece menos riscos, porém, é possível que a companhia contratada pode aprender a fabricar tal tecnologia e se tornar concorrente de sua contratante. 

## Vantagens
A  principal razão pela qual a maioria das empresas procuram o outsourcing de TI, é a  economia que está relacionada ao capital humano. Quando uma empresa prefere montar uma equipe interna de TI, além dos salários da categoria, também precisam arcar com encargos trabalhistas, férias, 13º salário, bem como com uma infraestrutura que pode pesar no fluxo de caixa. 
O outsourcing de TI também elimina a necessidade de treinamento caro para os
funcionários, além de outros custos com os mesmos. Ao contratar a empresa terceirizada por projeto, a empresa tem acesso a recursos e profissionais atualizados, o que pode melhorar sua performance técnica e de negócio. Assim, ao mesmo tempo em que ganham competitividade, os profissionais do departamento interno de TI podem manter o foco em atividades estratégicas e projetos mais urgentes enquanto o fornecedor se encarrega daquilo que eles não dominam. Ou seja, você paga apenas por um período de tempo determinado, até a finalização de um serviço específico. 
Uma empresa que exclusivamente presta serviços terceirizados, especializada em TI, possui os melhores profissionais do mercado, porque esse é o core business da empresa. Assim, ao mesmo tempo em que ganham competitividade, os profissionais do departamento interno de TI podem manter o foco em atividades estratégicas e projetos mais urgentes enquanto o fornecedor se encarrega daquilo que eles não dominam.

## Desvantagens
Como é de se esperar, quando se trabalha com outsourcing, perde-se o controle de como essas tarefas são monitoradas e executadas, podendo interferir na qualidade final do trabalho apresentado, a falta de controle sobre os processos e de dominar o conhecimento para produção são um ponto de desvantagem. Embora o trabalho de terceirização de TI seja geralmente considerado mais barato, às vezes custos ocultos podem encarecer o serviço. Portanto, para as empresas, é importante ler com atenção o contrato para saber quais custos estão inclusos no fee mensal (uma mensalidade paga pelo cliente, de acordo com contrato). Na maioria das provedoras de outsourcing, qualquer serviço que não esteja especificado no contrato é o bastante para que valores adicionais sejam cobrados. O problema se agrava ainda mais quando a terceirização de serviços de TI é feita por empresas estrangeiras, o que pode gerar altos custos por meio das consultas telefônicas para resolução de problemas urgentes, além do que o idioma e a cultura local podem gerar empecilhos na realização da tarefa. E embora possa não ser um problema para todos, uma grande desvantagem da terceirização, em geral, é a possibilidade de estar negando à equipe interna oportunidades de desenvolvimento. O crescimento gera desenvolvimento e, ao terceirizar o trabalho, pode acontecer da empresa não contribuir para o desenvolvimento de sua comunidade local com a geração de empregos, por exemplo. Outra desvantagem a ser observada é a possibilidade da empresa contratada aprender a fabricar um produto e/ou oferecer um serviço de forma tão qualificada, que pode acabar se tornando mais uma concorrente no mercado para a empresa que havia requisitado o outsourcing.  

## Outsourcing de TI no Brasil
Um estudo realizado pelo Everest Group apontou que o Brasil se destaca no cenário mundial como um dos países com mais oportunidades em outsourcing de TI no mundo. É crescente o número de empresas que têm optado por delegar a operação de TI, para poderem concentrar a sua atenção em seu core business. Pesquisas de mercado confirmam esta realidade. Segundo o IDC, no ano de 2013 só o outsourcing de TI no Brasil movimentou R$ 12 bilhões - um volume bastante significativo. Atualmente o setor concentra 48,5% da indústria de TI, e o potencial é que até 2021, a movimentação financeira gire em torno de US$ 7,9 bilhões de dólares.
As projeções são da pesquisa Frost & Sullivan, Brazilian IT Outsourcing Market, Forecast to 2021 e apontam que ao longo de 2016 a modalidade movimentou cerca de US$ 6,68 bilhões.
Investimentos de TI no Brasil foram dirigidos principalmente a soluções em cloud, como a SaaS, afim de reduzir investimentos na aquisição de hardware e software, enquanto otimizam a infraestrutura, adaptando a capacidade de processamento para a demanda.
à medida que as soluções em cloud se aprofundam, as empresas têm dificuldade em gerenciar seus serviços em cloud, muitas vezes oferecidos por vários fornecedores. Desta forma, as empresas de TI têm como objetivo servir de cloud Brokers ou cloud management providers. As empresas de TI também têm a oportunidade de ajudar as empresas no gerenciando dos data centers.
A pesquisa revela ainda que o setor financeiro segue como o maior segmento de investimentos em TI, apesar dos investimentos em cloud ser incipiente no Brasil.
entretanto, atualmente, a oferta de outsourcing que tem se tornado tendência no Brasil é aquela que reúne em um único fornecedor as opções de software, hardware e serviços, o chamado Full Outsourcing. Ao optar por essa modalidade as empresas podem contar com uma ampla gama de opções que reúne todas as suas necessidades em infraestrutura de TI, desde servidores físicos e virtuais, comunicação unificada, mobilidade, segurança da informação, até data centers, desktops, dispositivos móveis, etc..      
É importante ressaltar que para que os benefícios econômicos e operacionais do Full Outsourcing sejam concretizados, o fornecedor precisa estar devidamente preparado para cumprir com requisitos fundamentais como ter profissionais altamente qualificados e contar com parceiros especializados nas principais tecnologias utilizadas pelo mercado, capazes de fornecer soluções inovadoras para os negócios.
Outro ponto importante, além dos já citados acima, é que o conceito de outsourcing ponta a ponta também resolve o problema que as empresas enfrentam para contratar mão de obra de TI interna e também para gerir diferentes fornecedores.
Todos esses benefícios possibilitam que a partir da terceirização, as empresas partam para outro patamar, podendo se tornar mais eficientes e preparadas para os desafios do futuro, ampliando sua competitividade.